# SSV Bozen 2011-2012

## Rosa 2011-2012

### Giocatori
| N° | Naz.               | Ruolo | Sportivo              |  |  |  |
| -- | ------------------ | ----- | --------------------- |  |  |  |
| 1  | Italia (bandiera)  | P     | Andrea Menini         |  |  |  |
| 12 | Croazia (bandiera) | P     | Goran Čarapina        |  |  |  |
| 16 | Italia (bandiera)  | P     | Andreas Andergassen   |  |  |  |
| 5  | Italia (bandiera)  | PV    | Pasquale Maione       |  |  |  |
| 6  | Italia (bandiera)  | A     | Lukas Waldner         |  |  |  |
| 7  | Italia (bandiera)  | T     | Felix Kusstatscher    |  |  |  |
| 8  | Italia (bandiera)  | PV    | Lukas Puff            |  |  |  |
| 9  | Italia (bandiera)  | T     | Jonas Obrist          |  |  |  |
| 10 | Italia (bandiera)  | T     | Francesco Volpi       |  |  |  |
| 11 | Italia (bandiera)  | T     | Matthias Wolf         |  |  |  |
| 13 | Italia (bandiera)  | A     | Demis Radovčić        |  |  |  |
| 14 | Croazia (bandiera) | C     | Mario Šporčić         |  |  |  |
| 15 | Italia (bandiera)  | A     | Michael Gufler        |  |  |  |
| 19 | Brasile (bandiera) | T     | Luiz Felipe Gaeta     |  |  |  |
| 20 | Italia (bandiera)  | C     | Michael Widmann       |  |  |  |
| 21 | Italia (bandiera)  | T     | Michael Pircher       |  |  |  |
| 22 | Italia (bandiera)  | PV    | Hannes Innerebner     |  |  |  |
| 23 | Croazia (bandiera) | C     | Dean Turković         |  |  |  |
| 24 | Italia (bandiera)  | A     | Bernd Morandell       |  |  |  |
| 29 | Italia (bandiera)  | PV    | Alexander Pitscheider |  |  |  |

### Staff
- Allenatore:  Nikola Miloš
- Allenatore in seconda:
- Medico sociale:  Waldner Hartmann
- Preparatore atletico: Massimo Rugolo
- Massaggiatore: